# Siódemka Chriennikowa

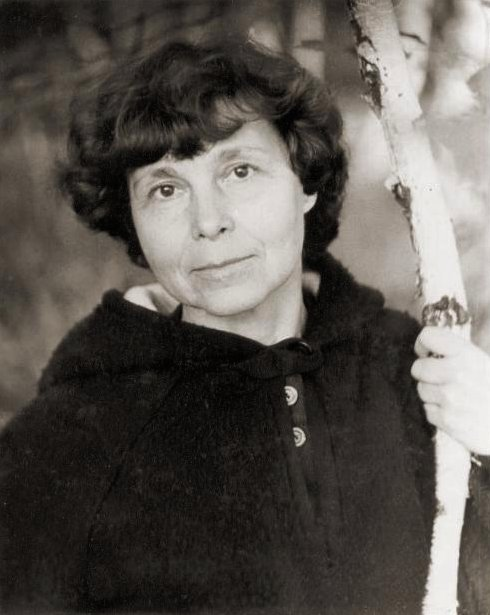
Sofija Gubajdulina

Siódemka Chriennikowa – grupa siedmiorga kompozytorów radzieckich narodowości rosyjskiej, którzy stali się celem brutalnej krytyki na VI Zjeździe Związku Kompozytorów ZSRR w listopadzie 1979, zawartej w przemówieniu Tichona Chriennikowa.
Pretekstem do tej krytyki stało się włączenie utworów tych kompozytorów do programów festiwali muzycznych w Kolonii i Wenecji bez zgody kierownictwa Związku. Według opinii Chriennikowa utwory były „pozbawione myśli muzycznej, tonęły w potoku szalonych szumów, ostrych wrzasków i niezrozumiałego mamrotania”. Przemówienie przypominało wystąpienie tegoż Chriennikowa na I Zjeździe Związku Kompozytorów ZSRR w roku 1948, w którym zaatakował dzieła Prokofiewa, Szostakowicza i Miaskowskiego.
Celem ataku byli następujący kompozytorzy:
1. Jelena Firsowa (Елена Фирсова)
2. Dmitrij Smirnow (Дмитрий Смирнов)
3. Aleksandr Knajfel (Александр Кнайфель)
4. Wiktor Suslin (Виктор Суслин)
5. Wiaczesław Artiomow (Вячеслав Артёмов)
6. Sofija Gubajdulina (София Губайдулина)
7. Edison Denisow (Эдисон Денисов).

Kompozytorzy ci znaleźli się na „czarnej liście” twórców pozbawionych możliwości publikacji i występów publicznych. W roku 1991 czworo z nich: Firsowa, Smirnow, Suslin i Gubajdulina wyjechało na stałe z ZSRR. Firsowa i Smirnow zamieszkali w Anglii, Gubajdulina i Suslin w Niemczech. Denisow opuścił Rosję w roku 1994 i zmarł w Paryżu w roku 1996.